# Télémaque
Pour les articles homonymes, voir Télémaque (homonymie).

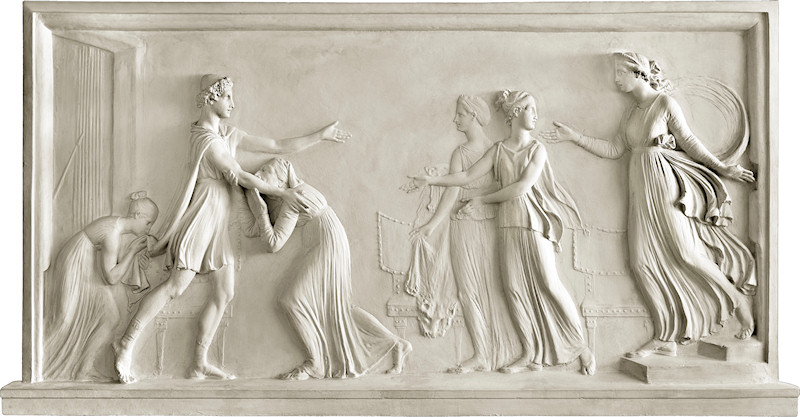
Antonio Canova, Retour de Télémaque à Ithaque et rencontre avec Pénélope, 1787–1790.

Télémaque (en grec ancien : Τηλέμαχος / Tēlémakhos, « qui se bat au loin », en référence à son père) est un personnage de la mythologie grecque, fils d'Ulysse et de Pénélope. Il apparaît dans les épopées grecques du Cycle troyen, notamment dans l’Odyssée d'Homère, où il vient en aide à sa mère puis à son père contre les prétendants.
Le personnage de Télémaque est présent dans les œuvres inspirées de l’Odyssée, mais sa postérité est aussi influencée par le roman de Fénelon Les Aventures de Télémaque, qui développe le thème des voyages de Télémaque à la recherche de son père.

## Mythe antique

### Naissance et petite enfance

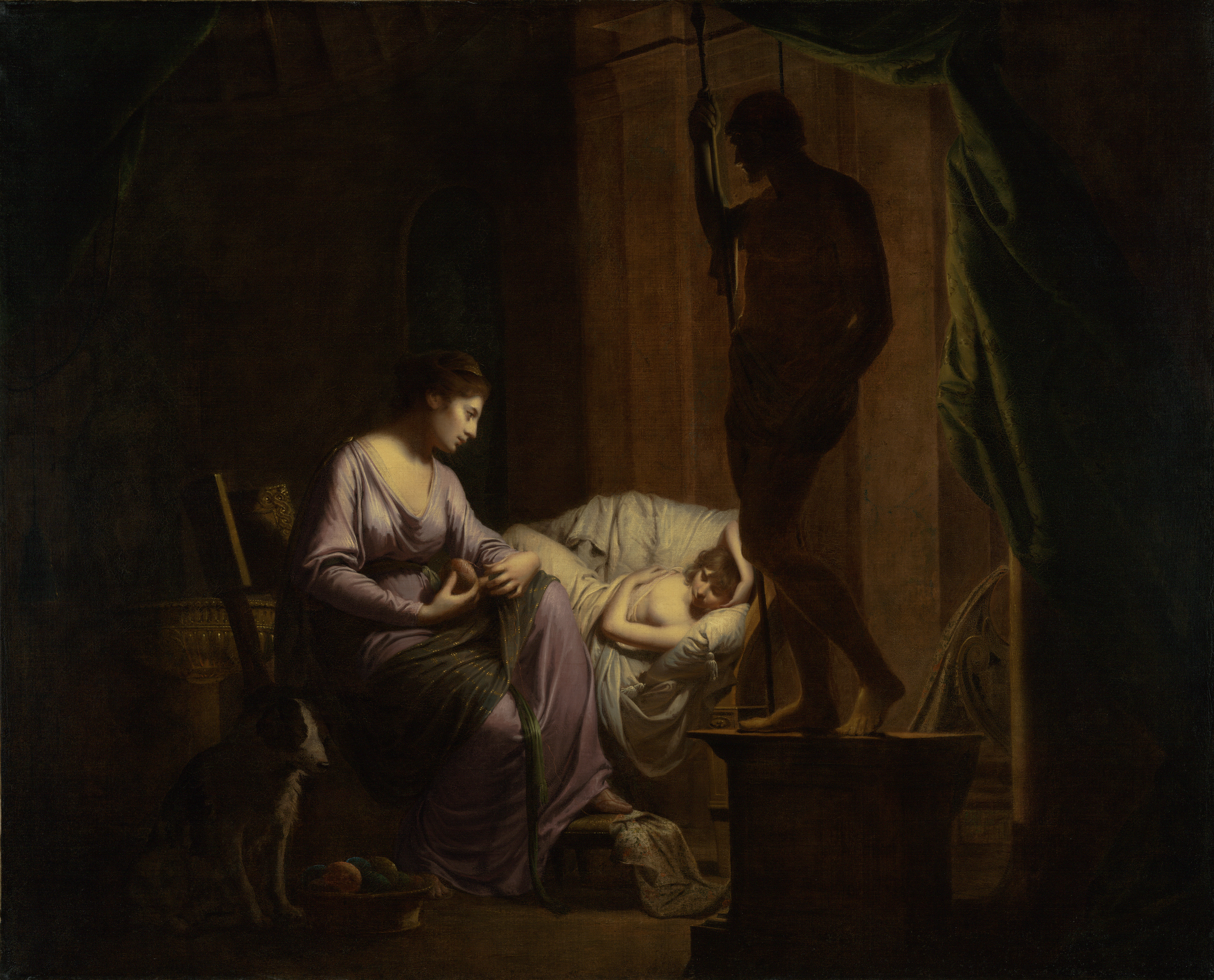
Pénélope défaisant son tissage à la lumière de la lampe, J. Wright, 1785. Télémaque enfant dort à l'arrière-plan.

Télémaque est le fils d'Ulysse, roi de la petite île grecque d'Ithaque, et de Pénélope. Télémaque est encore un tout jeune enfant quand son père Ulysse part pour la guerre de Troie.
Télémaque est impliqué dans une ruse que tente Ulysse au moment de partir pour la guerre de Troie et qui revêt plusieurs versions. Dans un résumé des Chants cypriens, épopée du Cycle troyen qui relate le tout début de la guerre, Ulysse, qui ne veut pas partir pour la guerre, simule la folie au moment où les autres chefs de l'expédition viennent le trouver à Ithaque pour lui demander de combattre. Sur le conseil de Palamède, les chefs de l'expédition enlèvent Télémaque à Pénélope et feignent de vouloir le battre à mort, ou alors Palamède menace de le tuer d'un coup d'épée (ces deux variantes sont présentes dans le résumé) : Ulysse est obligé de céder. Cette version est également présente chez Apollodore.
Une autre version de l'épisode donne le détail de la ruse et lui donne un dénouement différent. Ulysse attelle sa charrue de manière absurde en attelant un bœuf et un cheval (ou un âne) et laboure son champ ainsi en y semant du sel. Mais Palamède a l'idée de placer Télémaque enfant juste devant le soc de la charrue : pour ne pas tuer son propre fils, Ulysse est bien forcé de s'arrêter et de reconnaître qu'il n'est pas réellement fou.

### Dans l’Odyssée
Télémaque a un rôle important dans l’Odyssée qui relate le retour d'Ulysse à Ithaque et la façon dont il reconquiert le pouvoir. Vingt ans après le départ d'Ulysse, Télémaque, devenu un jeune homme, s'efforce de tenir tête aux prétendants qui convoitent Pénélope et le trône d'Ithaque. Au début de l'épopée, Télémaque reçoit l'aide de la déesse Athéna qui prend l'apparence de plusieurs de ses compagnons, d'abord Mentès (au chant I) puis Mentor (à partir du chant II). Sous l'apparence de Mentès, Athéna redonne espoir à Télémaque en lui laissant entendre qu'Ulysse est toujours en vie ; elle lui conseille alors de convoquer les gens d'Ithaque en assemblée sur l'agora pour condamner le comportement des prétendants et demander qu'on lui prépare un navire afin de partir à la recherche de son père. Le lendemain, Télémaque agit de la sorte, mais se trouve confronté aux railleries des prétendants qui vont jusqu'à lui refuser d'armer un navire. Voyant qu'il ne réussira pas à écarter les prétendants, Télémaque, conseillé par Athéna qui a pris l'apparence de Mentor, décide de partir malgré tout secrètement, avec la complicité de sa nourrice Euryclée.

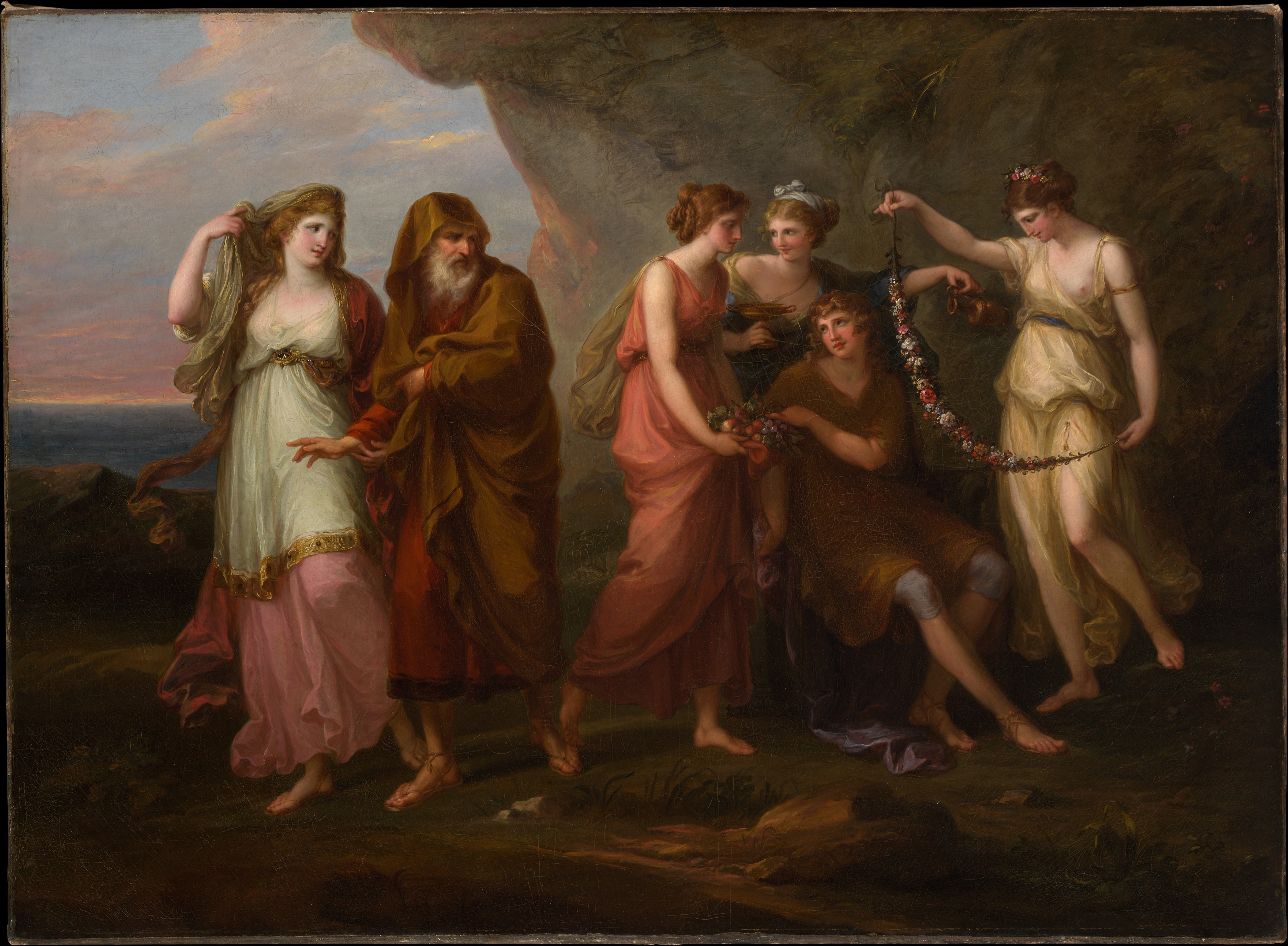
Télémaque et les nymphes de Calypso, Angelica Kauffmann, 1782, Metropolitan Museum, New York.

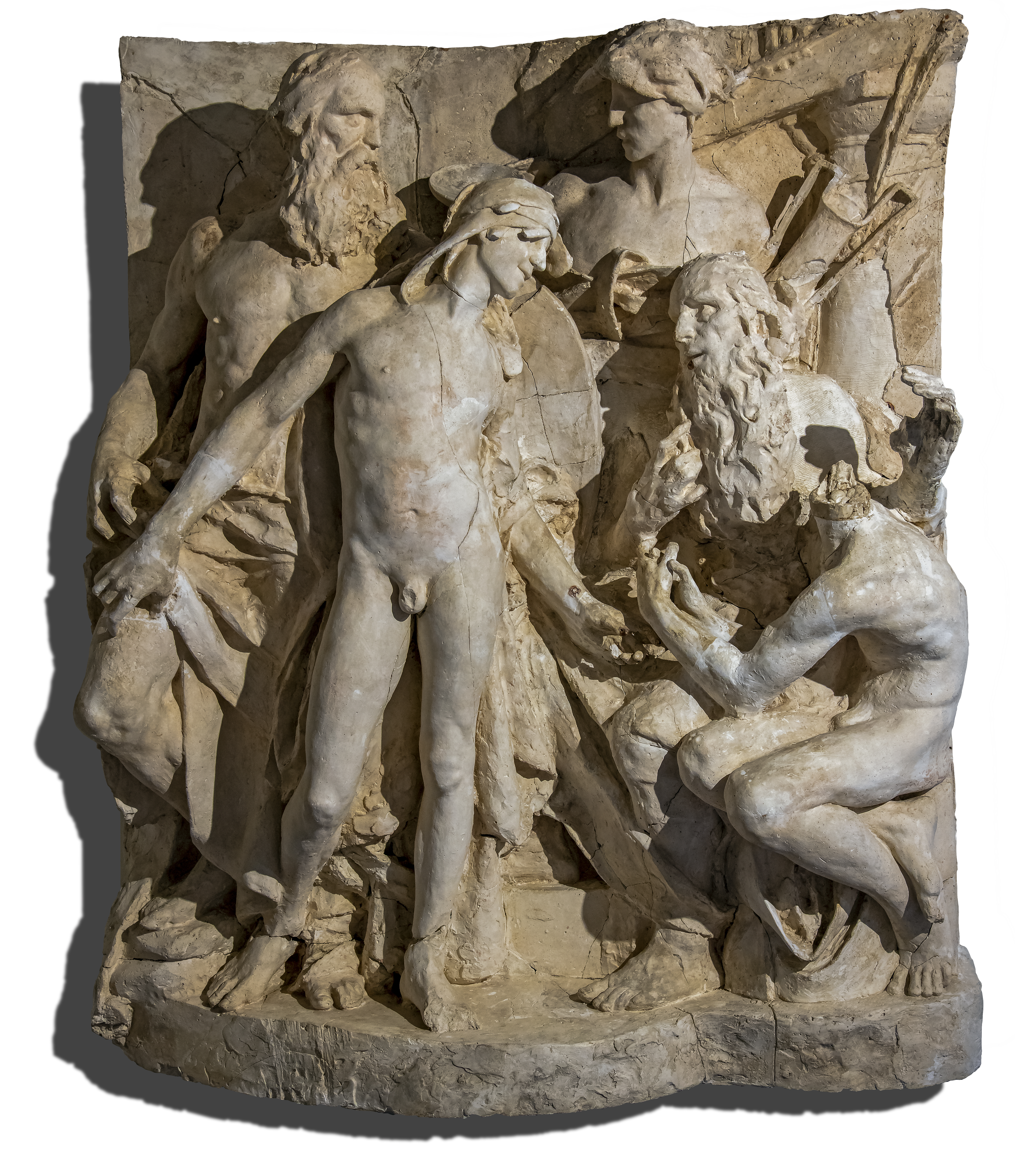
Télémaque reçu à Pylos par Nestor par Antoine Bourdelle.

Déterminé à découvrir ce qu'est devenu son père, Télémaque se rend d'abord à Pylos, auprès de Nestor (chant III), puis il voyage par voie terrestre pour rejoindre Sparte où il est reçu par Ménélas et Hélène (chant IV). Nestor ne sait rien du destin d'Ulysse depuis la fin de la guerre, mais Ménélas raconte à Télémaque sa rencontre avec Protée, qui lui a révélé qu’Ulysse est retenu contre son gré par la nymphe Calypso. Pendant ce temps, à Ithaque, les prétendants apprennent le départ de Télémaque et décident de lui tendre un piège dans le détroit qui sépare Ithaque et Samé, pour le tuer à son retour. Pénélope l'apprend par ses serviteurs restés fidèles, mais n'a aucun moyen de s'y opposer et en est réduite à adresser une prière à Athéna. Télémaque prend un autre itinéraire pour rentrer à Ithaque, ce qui lui permet d'échapper à la mort. Les serviteurs de Pénélope annoncent le retour de Télémaque au grand dam des prétendants, tandis que ceux qui étaient partis pour l'embuscade rentrent en toute hâte ; Antinoos veut tendre un autre piège, mais Amphinomos l'en dissuade.

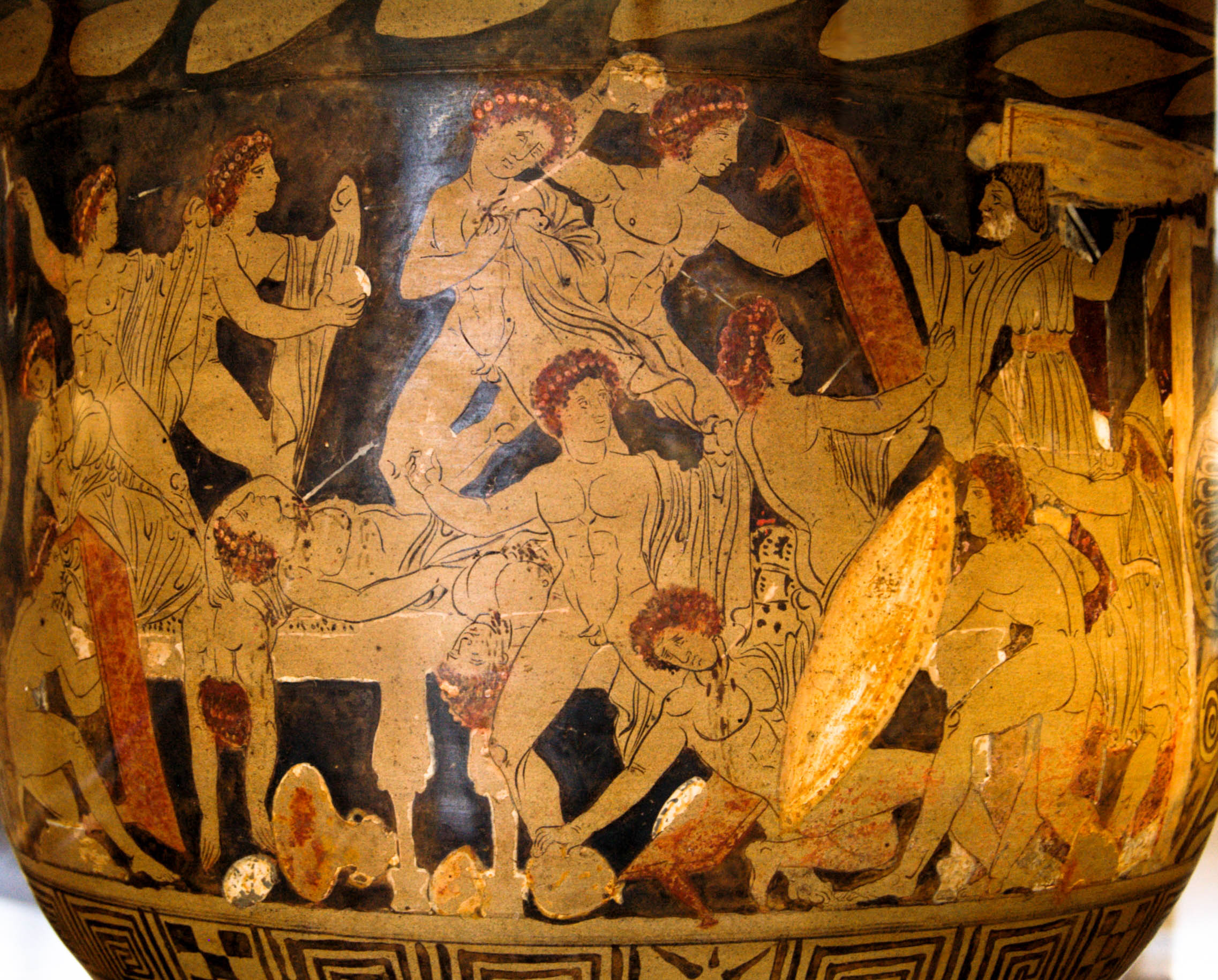
Massacre des prétendants par Ulysse et Télémaque, cratère campanien à figures rouges, v. 330 av. J.-C., musée du Louvre (CA 7124).

Peu après, Ulysse revient à Ithaque et se déguise pour ne pas être reconnu et tué par les prétendants de Pénélope. Méconnaissable en mendiant avec l'aide de la déesse Athéna et réfugié chez le porcher Eumée, il révèle sa véritable identité à Télémaque sur le conseil de la déesse. Télémaque aide ensuite Ulysse à piéger les prétendants dans la salle principale du palais d'Ithaque et à les massacrer, toujours avec l'aide discrète d'Athéna, au chant XXII. Télémaque apparaît quelque peu étourdi : il aide Ulysse à retirer de la salle d'armes les armes des prétendants afin de les cacher dans la salle du trésor dont seuls Ulysse et lui détiennent la clé, mais par la suite, il oublie de refermer la porte de la salle du trésor après être allé y chercher des armes supplémentaires pour les alliés d'Ulysse, ce qui permet aux prétendants de s'armer à leur tour alors que la ruse d'Ulysse devait les laisser désarmés. Mais Télémaque se bat vaillamment et tue plusieurs prétendants : Amphinomos, Euryade, Amphimédon, Léocrite. Il intervient auprès d'Ulysse pour obtenir la grâce de l'aède Phémios. Médon le supplie à son tour mais Ulysse n'avait pas l'intention de le tuer.
Après la fin du massacre, c'est Télémaque qui surveille la mise à mort des servantes qui avaient trahi Pénélope au profit des prétendants : il les fait pendre. Au moment des retrouvailles entre Ulysse et Pénélope, il s'indigne de la méfiance persistante de cette dernière, mais Ulysse lui demande de les laisser seuls. Au chant XXIV, lorsque les familles et alliés des prétendants morts menacent de plonger Ithaque dans la guerre civile, Télémaque va de nouveau au combat et se dit prêt à montrer sa vaillance devant les encouragements d'Ulysse. À la fin de l’Odyssée, Télémaque peut reprendre une vie paisible à Ithaque avec sa famille réunie.

### Après les événements de l’Odyssée
Concernant le reste de la vie de Télémaque, les auteurs grecs divergent. Dans la Télégonie d' Eugammon de Cyrène, une épopée perdue du cycle troyen qui prenait la suite de l’Odyssée, on apprend qu'Ulysse a eu un fils avec la magicienne Circé, Télégonos, qui ne connaît pas encore son père. Lorsque Télégonos arrive à Ithaque, Ulysse combat pour défendre son île et Télégonos le blesse à mort. Comprenant qui il a tué, Télégonos emporte le cadavre d'Ulysse, Pénélope et Télémaque chez Circé. Circé rend immortels Télégonos, Télémaque et Pénélope ; Pénélope épouse Télégonos et Circé épouse Télémaque.
Plusieurs auteurs présentent des variantes proches de celle de la Télégonie. Dans l’Éphéméride de la guerre de Troie de Dictys de Crète et dans un résumé (hypothesis) de l’Odyssée, il est dit qu'Ulysse reçoit une prédiction selon laquelle il sera tué par son fils : ignorant l'existence de Télégonos, il en vient à se méfier de Télémaque et l'éloigne en l'envoyant à Céphallénie, mais cela ne lui sert à rien.
L’Alexandra, composé par le poète grec hellénistique Lycophron, indique de manière allusive et obscure que Télémaque tue ensuite sa femme avant d'être tué par une fille d'Ulysse et de Circé. Une scholie à ce poème fournit une variante un peu différente dans laquelle Télémaque épouse Cassiphoné, fille de Circé, puis tue Circé car il ne veut pas recevoir d'ordres d'elle ; mais Cassiphoné le tue pour venger sa mère.
Le nom de l'épouse de Télémaque varie selon les auteurs. Dans le Catalogue des femmes, Télémaque épouse Polycaste, fille de Nestor. Chez l'historien grec Hellanicos, Télémaque épouse Nausicaa, fille d'Alcinoos.

## Postérité après l'Antiquité

### Littérature

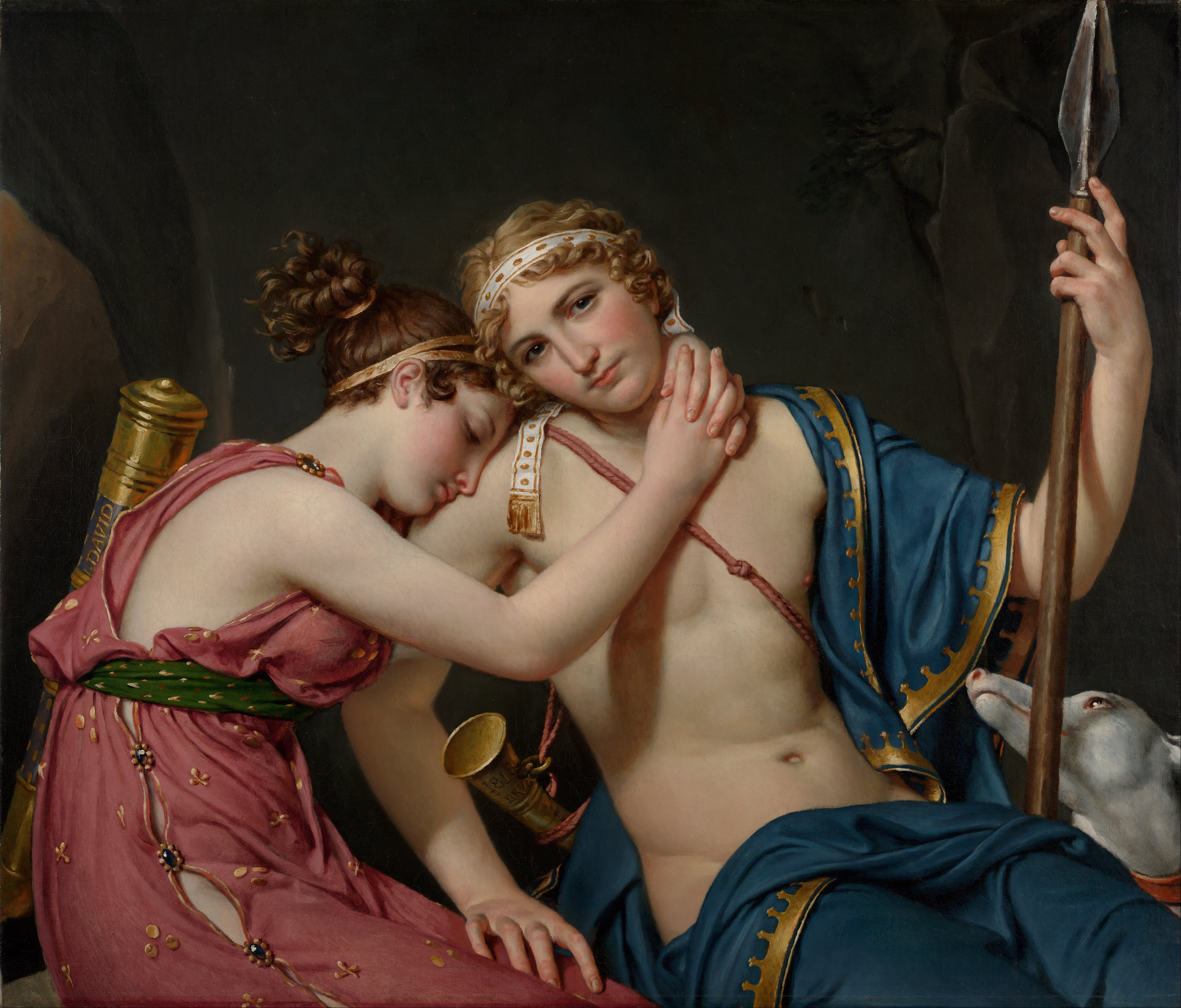
Les adieux de Télémaque et d'Eucharis, tableau de Jacques-Louis David (1818) d'après une scène des Aventures de Télémaque de Fénelon.

En France, en 1699, Fénelon publie Les Aventures de Télémaque, un roman didactique qui met en scène l'éducation de Télémaque en mettant l'accent sur sa dimension morale et politique, et contient aussi une parodie du règne de Louis XIV. Mentor y devient l'archétype du bon professeur.
Quelques années après, en 1717, Marivaux publie une parodie du roman de Fénelon intitulée Le Télémaque travesti. Deux siècles après, en 1922, Louis Aragon publie à son tour un roman intitulé Les Aventures de Télémaque, où il réalise une réécriture du roman de Fénelon influencée par le dadaïsme et le surréalisme.
Télémaque apparaît dans le poème d'Alfred Tennyson Ulysse, composé en 1833.
Dans le roman de James Joyce Ulysse, qui est en partie une transposition de l’Odyssée à Dublin au XXe siècle, le personnage de Stephen Dedalus est généralement considéré comme correspondant à Télémaque.
Jules Lemaître, imagine dans sa nouvelle « Le Mariage de Télémaque », que Nausicaa finit par épouser le fils, à défaut de son père.
Télémaque apparait dans le roman Circé de Madeline Miller, où il est représenté comme un fils éloigné par un père inconnu et méfiant. Après s'être rendu auprès de Circé avec sa mère et son demi-frère Télégonos, il refuse la destinée glorieuse que lui promet Athéna et épouse la sorcière, avec qui il voyage longtemps et a plusieurs enfants.

### Musique
- André Campra, Télémaque, tragédie lyrique (1704)
- Le compositeur allemand Gluck compose en 1765 un opéra Telemaco, ossia L'isola di Circe qui s'inspire de la Télégonie.
- En 2025, Jorge Rivera-Herrans décide d'adapter l'Odyssée dans un style de comédie musicale en 40 chansons nommée Epic : The Musical, Télémaque apparaît dans 5 d'entre elles. Il est présenté comme un jeune adulte maladroit mais voulant vivre des aventures extraordinaires et voulant protéger sa mère, tout en gardant une volonté de retrouver et rencontrer son père. Tout comme dans l'œuvre originale, il aide Ulysse à triompher des prétendants, à la différence où c'est aussi à ce moment-là où il rencontre celui-ci.

### Cinéma
Dans le film italien Ulysse de Mario Camerini, qui adapte librement l’Odyssée en 1954, Télémaque a un rôle équivalent à celui qu'il a dans l'épopée antique ; il est interprété par Franco Interlenghi.
Charlie Plummer interprète Télémaque dans The Return, le retour d'Ulysse d'Uberto Pasolini en 2024, une réécriture de l'épisode du retour d'Ulysse à Ithaque.
Le personnage de Télémaque apparaîtra dans The Odyssey, adaptation de l'épopée homérique par Christopher Nolan prévue en 2026, interprété par Tom Holland[réf. nécessaire].

### Télévision
Dans la série d'animation franco-japonaise Ulysse 31, diffusée en France en 1981, qui adapte librement les événements de l’Odyssée dans un univers de space opera. Contrairement à son homologue de l'antiquité, Télémaque voyage avec Ulysse à bord du vaisseau Odysseus. Il n'est encore qu'un jeune garçon curieux et courageux mais parfois naïf ou imprudent, et est accompagné d'un petit robot, Nono. Dans l'épisode 23 Ulysse rencontre Ulysse, Télémaque rencontre le Télémaque d'Homère dans l'Ithaque du passé.  
La série télévisée Odysseus, en 2013, reprend les événements de la fin de l’Odyssée puis en imagine une suite assez sombre où Télémaque tient un rôle important et doit faire face à un Ulysse transformé par ses épreuves et menacé par la paranoïa. Télémaque est interprété par Niels Schneider.
Télémaque apparaît également dans la série d'animation L'Odyssée sous les traits d'un garçon d'une dizaine d'années qu'Ulysse a laissé bébé à Ithaque. La série étant une adaptation plutôt libre, le voyage d'Ulysse ne dure pas dix ans et Télémaque n'est pas un adulte lorsqu'il retrouve son père.

### Jeu Vidéo
Dans le Visual Novel Odyssian Blaze, l'histoire se passe sur l'île d'Ithaque, où Télémaque et Pénélope attendent le retour d'Ulysse. Les tergiversations de Télémaque sur ses espoirs de revoir son père est au centre du récit, et il est possible d'entamer une romance avec lui au cours du jeu.

### Astronomie
L'astéroïde (15913) Télémaque a été nommé en référence à ce personnage mythologique.

### Sources antiques
- Homère, Odyssée [détail des éditions] [lire en ligne] (passim).
- Télégonie [détail des éditions] [(en) lire en ligne].